# Dikume
Cá dikume (tên khoa học Konia dikume) là một loài cá thuộc họ Cichlidae. Nó là loài đặc hữu của Cameroon.